# Каплирж, Кашпар
Кашпар Каплирж из Сулевиц (чеш. Kašpar Kaplíř ze Sulevic; 1535 — 21 июня 1621, Прага, Чешское королевство) — чешский аристократ, участник антигабсбургского восстания 1618 года, член Директории, в 1619—1621 годах высочайший писарь Чешского королевства. После поражения был казнён на Староместской площади.

## Биография
Кашпар Каплирж родился в 1535 году в семье чешского рыцаря Пуркарта Каплиржа и его жены Альжбеты из Зальхаузена, был воспитан в духе религии чешских братьев. После смерти отца он унаследовал семейные владения. Каплирж был имперским советником при дворе Рудольфа II, в 1615—1619 годах занимал пост бургграфа Градецкого края. В 1616 году он участвовал в церемонии коронации Анны Тирольской (жены императора Матвея) как королевы Чехии.
В 1618 году Каплирж примкнул к антигабсбургскому восстанию и стал членом Директории. Под началом графа Турна он участвовал в походе на Вену, в 1619—1621 годах занимал пост высочайшего писаря Чешского королевства. После поражения оставался в Праге и был арестован 20 февраля 1621 года. Каплиржа приговорили к смерти и казнили 21 июня 1621 года на Староместской площади вместе с 26 его товарищами. Очерёдность во время казни зависела от социального положения осуждённых, и Каплиржа обезглавили первым из рыцарей, сразу после трёх панов. Его голову выставили на всеобщее обозрение на Староместской мостовой башне.
Имя Кашпара Каплиржа выбито на мемориальной доске, которая установлена на стене Староместской ратуши. О казни его и товарищей напоминают кресты на брусчатке Староместской площади. Имя Каплиржа носит Каплиржева липа (чеш.), растущая во дворе замка Неуступов в одноименном чешском  поселении (чеш.). По легенде, под этим деревом Каплирж прощался с друзьями и родственниками перед отъездом в Прагу.
Каплирж был женат на Еве Радимской. В этом браке родился сын Альбрехт (умер в 1614), сын которого Зденек Кашпар (1611—1686) стал в 1683 году имперским фельдмаршалом.